# Ludwig Carl Christian Koch
Ludwig Carl Christian Koch (ur. 8 listopada 1825 w Ratyzbonie, zm. 1 listopada 1908 w Norymberdze) – niemiecki entomolog i arachnolog.
Syn Carla Ludwiga Kocha (1778–1857), przyrodnika, entomologa i arachnologa, i bratanek botanika Wilhelm Daniel Joseph Koch (1771–1849).

## Życiorys
Ludwig Carl Christian Koch urodził się 8 listopada 1825 roku w Ratyzbonie. Jego ojcem był entomolog i arachnolog Carl Ludwig Koch (1778–1857), a wujem botanik Wilhelm Daniel Joseph Koch (1771–1849).
Po ukończeniu gimnazjum w Ratyzbonie rozpoczął studia prawnicze w Erlangen, a w 1847 roku przeniósł się na medycynę, którą ukończył w 1851 roku
. Od 1853 roku mieszkał w Norymberdze, gdzie pracował jako lekarz.
Zajmował się entomologią i arachnologią. W swoich pracach skupiał się przede wszystkim na pajęczakach, w tym na okazach zagranicznych z Tyrolu, Galicji, obszarów polarnych, Syberii, Egiptu, Abisynii i Japonii. 
Z powodu zainteresowań pajęczakami nazwano go „Spinnenkoch”. Zmarł 1 listopada 1908 roku w Norymberdze.
Jego najważniejszym dziełem było wydane w 1871 roku Die Arachniden Australiens na podstawie obszernych materiałów otrzymanych od niemieckiej badaczki Australii Amalie Dietrich (1821–1891).
Zgromadził jedne z najbardziej znaczących zbiorów pajęczaków, wijów i równonogów, rozwijając kolekcję ojca. Zbiory samych pająków liczyły 3318 szklanych pojemników z ok. 15 tys. okazów. Po śmierci Kocha kolekcja znalazła się w Wielkiej Brytanii.

## Publikacje
Lista publikacji podana za Dittrichem (1908): 
- Zur Charakteristik des Artunterschiedes bei den Spinnen im allgemeinen und insbesondere Gattung Amaurobius, Korrespondenzblatt des zool.-min. Vereins in Regensburg, 1855
- Neue Arachniden und Myriopoden in Rosenhauer's: Die Tiere Andalusiens, 1856
- Bemerkungen zur Arachniden - Familie der Opilioniden, Korrespondenzblatt des zool.-min. Ver. Regensburg, 1861
- Zur Arachniden-Gattung Tetragnathus, Korrespondenzblatt des zool.-min. Ver. Regensburg, 1862
- Die Myriopoden-Gattung Lithobius, Nürnberg, 1862
- Die europäischen Arten der Arachniden- Gattung Chiracanthium, Abhandlungen der naturhistorischer Geesellschaft in Nürnberg, 1864
- Beschreibungen neuer Arachniden und Myriopoden, Verhandllungen der kaiserlich-köngiglichen zoologisch-botanischen Gesellschaft in Wien, Wien, 1865
- Die Arachniden-Tamilie der Drassiden, Nürnberg (J. L. Lotzbeck), 8 Hefte mit 16 Tafeln Abbildungen, 1866
- Zur Arachiden und Myriopoden - Fauna Süd-Europas, Verhandllungen der kaiserlich-köngiglichen zoologisch-botanischen Gesellschaft in Wien, Wien, 1867
- Beschreibungen neuer Arachniden und Myriopoden, Verhandllungen der kaiserlich-köngiglichen zoologisch-botanischen Gesellschaft in Wien, Wien, 1867
- Die Arachniden-Gattungen Amaurobius, Caelotcs und Cybacus, Abhdl. der naturhist. Ges. Nürnberg, 1868
- I. Beitrag zur Kenntnis der Arachniden-Fauna Galiziens, Zeitschrift des Ferdinandeums in Innsbruck, 1869
- Beiträge zur Kenntnis der Arachniden-Fauna Galiziens, Jahrbuch XLI der K. K. Gelehrten-Gesellschaft in Krakau, 1870
- Die Arachniden Australiens, Nürnberg, Bauer&Raspe, 1871–1883, 36 Lieferungent 144 Tafeln
- Apterologisches aus dem fränkischen Jura und über die Spinnengattung Titanoeca, Abhdl. naturhist. Ges. Nürnberg, 1878. 2 Tafeln.
- II. Beitrag zur Kenntnis der Arachniden-Fauna Galiziens, Zeitschrift des Ferdinandeums in Innsbruck, 1872
- Übersichtliche Darstellung der europäischen Chernetiden (Pseudoskorpione), Nürnberg, 1873.
- Beschreibung der von der deutschen Nordpolarfahrt mitgebrachten Spinnen, Leipzig, Brockhaus, 1873, 1 Tafel
- Beschreibungen neuer Arachniden aus der Umgegend von Niesky, Abhdl. der naturf. Ges. Görlitz XVII, 1874, 1 Tafel
- Ägyptische und Abyssinische Arachniden, gesammelt von G. Jickeli, Nürnberg, Bauer&Raspe, 1873, 7 Tafeln.
- Verzeichnis der bis jetzt in Tirol beobacheten Arachniden nebst Beschreibungen einiger neuer oder weniger bekanenter Arten, Zeitschr. des Ferdinandeums, Innsbruck, 1876
- Kaukasische Arachniden, Jahresber. naturwiss. Ges. Isis., Dresden, 1877, 2 Tafeln
- Verzeichnis der bei Nürnberg bis jetzt beobachteten Arachniden und Beschreibung einiger neuer hier vorkommender Arten, Abhdl. naturhist. Ges., Nürnberg, 1877, 1 Tafel.
- Japanische Arachniden und Myriopoden, Abhdlungen der kaiserlich-köngiglichen zoologisch-botanischen Gesellschaft in Wien, 1877, 2 Tafeln
- Übersicht der von Dr. Flinsch in Westsibirien gesammelten Arachniden, Abhdlungen der kaiserlich-köngiglichen zoologisch-botanischen Gesellschaft in Wien, 1878.
- Arachniden aus Sibirien und vom Novaja-Semlja, Kongl. Vetensk. Akad. Handlingar. XVI N. 5, Stockholm, 1879, 7 Tafeln
- Beschreibung neuer von Herrn Dr. Zimmermann bei Niesky in der Oberlausitz entdeckten Arachniden, Abhdl. naturf. Ges. Görlitz, 1886
- Spinnen der Balearen, erhandllungen der kaiserlich-köngiglichen zoologisch-botanischen Gesellschaft in Wien, Wien, 1881, 2 Tafeln.
- Über horizontale und vertikale Verbreitung der Spinnen; Über geselliges Zusammenleben der Spinnen. 2 Vorträge in der entom. Sektion der Gesellsch. deutscher Naturforscher und Ärzte. Versammlung Nürnberg, 1893
- Die Isopoden Deutschlands und Tirols. Pestschrift zum 100jährigen Jubiläum der naturhist. Ges. in Nürnberg, 1901

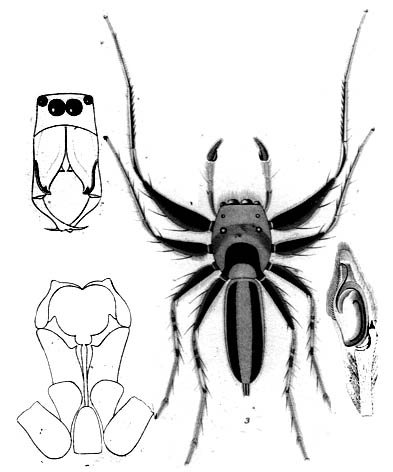
Cosmophasis micarioides L. Koch (opisany przez L. Koch 1880)
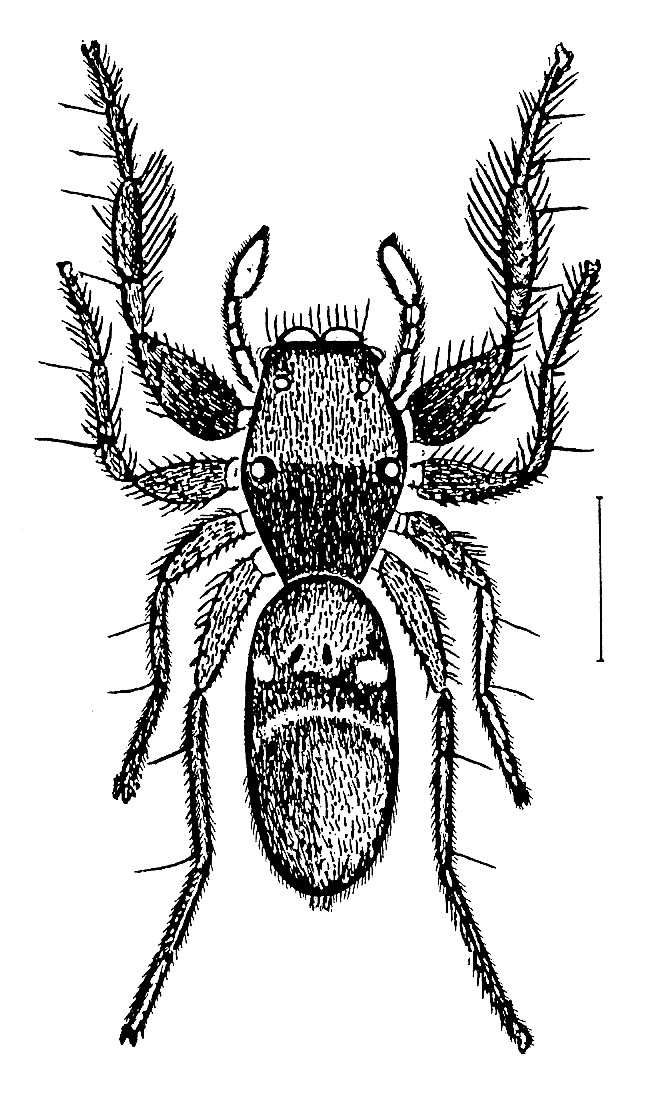
Rhombonotus gracilis (opisany przez L. Koch, 1877)